# Tomaž Šegula
Tomaž Šegula, slovenski kitarist, glasbeni pedagog in muzikolog  * 29. marec 1941, Ljubljana, † 21. april 2024.
Po začetnem delovanju v različnih glasbenih smereh (kot glasbeni pedagog, muzikolog, izvajalec na raznih področjih klasične glasbe, 
zabavne glasbe in jazza) je svoje aktivnosti osredotočil na področje klasične kitare. Kitara je bila na začetku njegove poklicne 
poti obravnavana v slovenskih glasbenih šolah kot ljudski inštrument, namenjen predvsem pevski spremljavi. S svojim publicističnim 
delom, pisanjem učbenikov za kitaro, z odmevnimi javnimi nastopi njegovih učencev ter z odličnimi rezultati nekaterih izmed njih na 
republiških in zveznih (jugoslovanskih)  tekmovanjih mladih glasbenikov, predvsem pa z intenzivnim strokovno-organizacijskim delom, 
je bistveno pripomogel k temu, da je kitara končno postala tudi v slovenskih glasbenih šolah enakovredna ostalim tradicionalnim 
glasbenim inštrumentom. V sredini sedemdesetih let dvajsetega stoletja je klasična kitara postala tudi samostojna študijska smer na 
obeh slovenskih srednjih glasbenih šolah (Ljubljana, Maribor) ter pozneje (leta 1985 kot višješolski študijski program, od leta 1996 pa kot visokošolski univerzitetni študij) tudi na Akademiji za glasbo v Ljubljani.

## Življenjepis
Rodil se je 29. marca 1941 v Ljubljani. Leta 1959 je maturiral na III. gimnaziji Ljubljana-Bežigrad. Na Srednji glasbeni šoli v Ljubljani je leta 1963 opravil zaključni izpit iz glavnega predmeta klavirja (profesorica Darinka Bernetič) in absolviral teoretsko-pedagoški oddelek (glavna predmeta kontrapunkt in harmonija, profesor Zvonimir Ciglič). Leta 1967 je opravil zaključni izpit iz glavnega predmeta kontrabasa (profesor Luciano Bolè) in leta 1968 še zaključni izpit iz glavnega predmeta kitare (profesor Stanko Prek). Leta 1965 je diplomiral na drugi stopnji oddelka za glasbeno zgodovino na Akademiji za glasbo v Ljubljani. V letih 1969–1972 se je strokovno izpopolnjeval na Visoki šoli za glasbo in upodabljajoče umetnosti v Gradcu na oddelku za kitaro v razredu profesorice Marge Bäuml Klasinc. Leta 1972 je opravil strokovni izpit pred izpitno komisijo za profesorje v Ljubljani.
S pedagoškim delom je pričel leta 1963 na Glasbeni šoli Domžale, kjer je poučeval klavir in kitaro; tako na matični šoli kot na oddelkih na podeželju. V letih 1966–68 je poučeval glasbo na Pedagoški gimnaziji v Ljubljani, od leta 1968 do leta 2003 je bil redno zaposlen na Srednji glasbeni in baletni šoli v Ljubljani kot profesor kitare in kitarske komorne igre, kjer je bil vrsto let tudi vodja oddelka za kitaro. V letih 1968–72 je kot član ansambla za staro glasbo Schola Labacensis nastopal na številnih koncertih.

## Glasbeno delovanje
V letih 1975–2004 je v njegovem razredu uspešno zaključilo študij kitare na Srednji glasbeni šoli 54 dijakov, od teh 20 s celovečernimi koncertnimi nastopi. Med njegovimi diplomanti, ki so nadaljevali študij kitare na visokošolskih zavodih doma ali v tujini ter sedaj uspešno delujejo kot koncertanti in pedagogi, so najvidnejši Andrej Grafenauer, Igor Saje, Klara Tomljanović, Aleš Strajnar, Katja Porovne in Eva Hren. Nekateri izmed njegovih dijakov, ki so bili odlični klasični kitaristi, pa so se uveljavili kot izvajalci in ustvarjalci na različnih področjih zabavne glasbe (na primer Jan Plestenjak).
Ob rednem pedagoškem delu je vodil delovne skupine za pripravo učnih načrtov za kitaro na glasbenih šolah in srednjih glasbenih šolah, sodeloval v žirijah na republiških, zveznih in državnih tekmovanjih, samostojno vodil devet seminarjev za učitelje kitare in bil vrsto let izpraševalec v komisiji za strokovne izpite. Je avtor vrste kritik, recenzij, člankov, komentarjev, študij, razprav in radijskih oddaj o lutnjarski in kitarski glasbi. Najpomembnejši rezultat njegovega ustvarjanja predstavlja zbirka učbenikov za kitaro z naslovom Mladi kitarist, ki je prvotno štela šest zvezkov, v letih 1995–2000 pa je izšlo osem zvezkov povsem prenovljene izdaje kompleta pod enakim naslovom.

## Strokovno-organizacijsko delovanje
- vodja aktiva učiteljev kitare Zavod za prosvetno pedagoško službo Ljubljana (od 1968)
- dolgoletni član ocenjevalnih komisij na republiških, zveznih in državnih tekmovanjih mladih glasbenikov
- izpraševalec na strokovnih izpitih za učitelje kitare
- vodja delovne skupine za pripravo osnov učnega načrta za pouk kitare na glasbenih šolah (1975, Zavod SRS za šolstvo) – izdelal je osnutek učnega načrta za pouk kitare na glasbenih šolah (s sodelovanjem Primoža Sobana)
- član republiške komisije za pripravo učnih načrtov za glasbene šole in vodja delovne skupine za kitaro (1978, Zavod SRS za šolstvo)
- opravil končno redakcijo učnega načrta za pouk kitare na glasbenih šolah (učni načrt je potrdil strokovni svet za vzgojo in izobraževanje SRS 27. septembra 1979)
- član delovne skupine za pripravo osnutkov vzgojno-izobraževalnih programov za pridobitev izobrazbe v srednjem šolstvu – sestavljalec učnega načrta za kitaro (1980, Zavod SRS za šolstvo)
- opravil končno redakcijo učnega načrta za kitaro kot glavnega predmeta za srednjo stopnjo usmerjenega izobraževanja (učni načrt je potrdila skupščina Izobraževalne skupnosti za kulturo 29. junija 1987)
- vodenje seminarjev za učitelje kitare (Ljubljana 1968, 1969, 1980, 1981, 1996, Umag 1973, Maribor 1981, Koper 2003)

### Učbeniki za kitaro
- Mladi kitarist (Državna založba Slovenije, Ljubljana)
  - Mladi kitarist I - Začetnica za kitaro, 1972
  - Mladi kitarist II - Tehnične vaje z etudami, 1973
  - Mladi kitarist II - Izbor skladb, 1973
  - Mladi kitarist III - Izbor skladb, 1975
  - Mladi kitarist III - Tehnične vaje, 1976
  - Mladi kitarist III - Izbor etud, 1983
  - Mladi kitarist 1 - Začetnica za kitaro, 1995
  - Mladi kitarist 2 - Tehnične vaje in etude, 1995
  - Mladi kitarist 2 - Skladbe 1.del, 1996
  - Mladi kitarist 2 - Skladbe 2.del, 1996
  - Mladi kitarist 3 - Tehnične vaje, 1997
  - Mladi kitarist 3 - Etude, 1998
  - Mladi kitarist 3 - Skladbe 1.del, 1999
  - Mladi kitarist 3 - Skladbe 2.del, 2000
- Škola za gitaru I (soavtor Mario Peručić, Školska knjiga, Zagreb 1975)

### Recenzije in kritike
- Prosvetni delavec, Ljubljana (1967-XVIII/4,7,8,10,11,15; 1968-XIX/8; 1969-XX/11; 1972-XXIII/1; 1973-XXIV/18; 1977-XXVIII/11)
- Delo, Ljubljana (7. december 1969, 30. oktober 1970, 28. maj 1981)
- Dnevnik, Ljubljana (2. april 1970)
- Občinski poročevalec, Domžale (1967-VI/8)

### Komentarji h koncertnim nastopom
- Trio Lorenz (20. oktober 1971, Koncertni atelje Društva slovenskih skladateljev v Ljubljani)
- Jovan Jovičić (19. maj 1975, Avditorij Portorož)
- Duo Tomaž Lorenz-Igor Saje (24. april 1979, Slovenska filharmonija)
- Andrej Grafenauer (3. december 1990, Cankarjev dom v Ljubljani)

### Komentarji na CD ploščah
- Andrej Grafenauer: Guitar works of slovenian composers 1 (Ed. Bizjak EBCD 9105, 1992)
- Tomaž Lorenz-Jerko Novak & Trio Viribus Unitis (RTV Slovenija DD0147, 1994)

### Študije
- Pro Musica Antiqua (Revija Artes, Letnik I, št. 1, Ljubljana 1968)
- Pogled nazaj in naprej - Kitarska glasba 20. stoletja in delež slovenskih ustvarjalcev (Naši razgledi, Letnik XXVI, št. 7, 1977)
- Slavko Osterc: Pesem o suhi muhi (Naši zbori, Letnik XXXV, št. 3-4, 1983)
- Ob 15-letnici prijateljevanja Tomaža Lorenza s kitaro (Kulturni center Ivana Napotnika Velenje, 8. julij 1987).
- In memoriam Primož Soban (Bilten EPTA/DSPP/EGTA/SOD/DMS, št. 10, junij 2005)

### Komentirane radijske oddaje
- Kitara in glasba šestnajstega stoletja (Radio Ljubljana - Radijska šola za višjo stopnjo, 2. in 4. april 1974) (Books.google.si)
- Angleška renesančna glasba za lutnjo (Radio Ljubljana - oddaja Za ljubitelje stare glasbe, 7. februar 1977)

### Muzikološke razprave
- Zborovske kompozicije Slavka Osterca (Muzikološki zbornik, zvezek št.VI; izdal Oddelek za muzikologijo filozofske fakultete Univerze v Ljubljani, 1970) (Dlib.si)
- Samospevi Slavka Osterca (Muzikološki zbornik, zvezek št.VII; izdal Oddelek za muzikologijo filozofske fakultete Univerze v Ljubljani, 1971) (Dlib.si)

Obe razpravi sta bili ponatisnjeni leta 1995 v zborniku Varia Musicologica 2 – Slavko Osterc (izdal Oddelek za muzikologijo Filozofske fakultete v Ljubljani v sodelovanju s Slovenskim muzikološkim društvom). (Slomd.si Arhivirano 2015-09-09 na Wayback Machine.)

### Drugo
- Razvoj kitaristike in kitarske pedagogije v Sloveniji med leti 1925 – 1990
- Pogovor z moderatorko Branko Kljun v dvorani glasbene šole Koper (20. november 2003) je posnel tudi Radio Koper-Capodistria (Youtube.com)
- Moja pot h kitari – rokopis (2003). Večino zapisa je uporabil Miran Strgulec v sestavku "Tomaž Šegula in njegova pot do zbirke Mladi kitarist" v strokovni reviji primorskih glasbenih šol "Primorska sozvočja" (št. 10, junij 2004). (Zpgs.net)
- Niccolò Paganini: Velika sonata v A-duru za kitaro ob spremljavi violine – priredba za solo kitaro (1972); Posneto na CD-ju Andrej Grafenauer: Anima romantica (SAZAS MV CD 006)

## Nagrade in priznanja
- 1988: Red dela s srebrnim vencem (Predsedstvo SFRJ) za izjemne pedagoške in avtorske uspehe
- 1993: Ministrstvo za šolstvo in šport mu je podelilo naziv Svétnik
- 1999: Nagrada republike Slovenije za avtorsko delo pri učbenikih in učnih pripomočkih na področju glasbenega šolstva
- 2001: Škerjančeva diploma SGBŠ za izredne zasluge pri vzgoji mladih kitaristov in velike zasluge pri umetniškem uveljavljanju šole
- 2007: Častni član Društva slovenskih učiteljev kitare (DSUK-EGTA ) -  imenovan zaradi neprecenljivih zaslug pri uveljavitvi instrumenta kitare v slovenskem glasbenem šolstvu ter izjemnega prispevka na področju metodike in didaktike pouka kitare